# أمادو في. هيرنانديز
أمادو في. هيرنانديز هو نقابي وصحفي وكاتب فلبيني، ولد في 13 سبتمبر 1903 في هاغونوي ‏ في الفلبين، وتوفي في 24 مارس 1970.